# 1990-es MTV Video Music Awards
Az 1990-es MTV Video Music Awards díjátadója 1990. szeptember 6-án került megrendezésre, és a legjobb, 1989. június 2-ától 1990. június 1-ig készült klipeket díjazta. Az est házigazdája Arsenio Hall volt. A díjakat a Los Angeles-i Gibson Amphitheatre-ben adták át.
Ebben az évben egy újabb eredeti kategóriát szüntettek meg, a Legjobb színpadi teljesítményt. Ez volt az utolsó alkalom, hogy egy 1984-es kategóriát véglegesen megszüntettek (habár a Legnagyobb áttörés kategóriát 2006-ban megszüntették, de 2009-ben újra átadták a díjat).
Sorozatban másodszor, az est egyik legnagyobb győztese Madonna volt, három díjat vihetett haza, akárcsak Sinéad O’Connor. A legtöbb győztes két díjjal is távozhatott az átadóról, például az Aerosmith, Don Henley, a The B-52's, a Tears for Fears és MC Hammer.
Ebben az évben Madonnát jelölték a legtöbbször, a Vogue klipje kilenc jelölést kapott, ezzel 1990. legtöbbet jelölt videója. Ez volt az első alkalom, hogy a legtöbbet jelölt előadónak mindössze egy klipjét jelölték. Madonnát az Aerosmith követi; a Janie's Got a Gun-t nyolc díjra jelölték, ebből kettőt meg is kapott, köztük a Közönségdíjat.

## Jelöltek
A győztesek félkövérrel vannak jelölve.

### Az év videója
- Aerosmith — Janie's Got a Gun
- Don Henley — The End of the Innocence
- Madonna — Vogue
- Sinéad O’Connor — Nothing Compares 2 U

### Legjobb férfi videó
- Don Henley — The End of the Innocence
- Billy Idol — Cradle of Love
- MC Hammer — U Can't Touch This
- Michael Penn — No Myth

### Legjobb női videó
- Paula Abdul — Opposites Attract
- Madonna — Vogue
- Alannah Myles — Black Velvet
- Michelle Shocked — On the Greener Side
- Sinéad O’Connor — Nothing Compares 2 U

### Legjobb csapatvideó
- Aerosmith — Janie's Got a Gun
- The B-52's — Love Shack
- Midnight Oil — Blue Sky Mine
- Red Hot Chili Peppers — Higher Ground
- Tears for Fears — Sowing the Seeds of Love

### Legjobb új előadó egy videóban
- Bell Biv DeVoe — Poison
- The Black Crowes — Jealous Again
- Jane Child — Don't Wanna Fall in Love
- Lenny Kravitz — Let Love Rule
- Alannah Myles — Black Velvet
- Michael Penn — No Myth
- Lisa Stansfield — All Around the World

### Legjobb metal/hard rock videó
- Aerosmith — Janie's Got a Gun
- Faith No More — Epic
- Mötley Crüe — Kickstart My Heart
- Slaughter — Up All Night

### Legjobb rap videó
- Digital Underground — The Humpty Dance
- Biz Markie — Just a Friend
- MC Hammer — U Can't Touch This
- Young MC — Principal's Office

### Legjobb dance videó
- Paula Abdul — Opposites Attract
- Janet Jackson — Rhythm Nation
- Madonna — Vogue
- MC Hammer — U Can't Touch This

### Legjobb posztmodern videó
- Depeche Mode — Personal Jesus
- Sinéad O’Connor — Nothing Compares 2 U
- Red Hot Chili Peppers — Higher Ground
- Tears for Fears — Sowing the Seeds of Love

### Legjobb filmből összevágott videó
- Edie Brickell & New Bohemians — A Hard Rain's a-Gonna Fall (a Született Július 4-én filmből)
- Billy Idol — Cradle of Love (a Ford Fairlane kalandjai filmből)
- Prince — Batdance (a Batman filmből)
- ZZ Top — Doubleback (a Vissza a jövőbe III filmből)

### Legnagyobb áttörés
- Paula Abdul — Opposites Attract
- Sinéad O’Connor — Nothing Compares 2 U
- Red Hot Chili Peppers — Higher Ground
- Tears for Fears — Sowing the Seeds of Love

### Legjobb rendezés
- Paula Abdul — Opposites Attract (Rendező: Michael Patterson és Candace Reckinger)
- Aerosmith — Janie's Got a Gun (Rendező: David Fincher)
- Don Henley — The End of the Innocence (Rendező: David Fincher)
- Madonna — Vogue (Rendező: David Fincher)

### Legjobb koreográfia
- Paula Abdul — Opposites Attract (Koreográfus: Paula Abdul)
- Janet Jackson — Rhythm Nation (Koreográfus: Janet Jackson és Anthony Thomas)
- Madonna — Vogue (Koreográfus: Luis Camacho és Jose Gutierrez)
- MC Hammer — U Can't Touch This (Koreográfus: MC Hammer és Ho Frat Hooo!)

### Legjobb speciális effektek
- Paula Abdul — Opposites Attract (Speciális effektek: Michael Patterson)
- Billy Idol — Cradle of Love (Speciális effektek: Peter Moyer)
- Billy Joel — We Didn't Start the Fire (Speciális effektek: Chris Blum)
- Tears for Fears — Sowing the Seeds of Love (Speciális effektek: Jim Blashfield)

### Legjobb művészi rendezés
- Aerosmith — Janie's Got a Gun (Művészi rendezés: Alex McDowell)
- The B-52's — Love Shack (Művészi rendezés: Martin Lasowitz)
- Billy Joel — We Didn't Start the Fire (Művészi rendezés: Sterling Storm)
- Madonna — Vogue (Művészi rendezés: Lauryn LeClere)

### Legjobb vágás
- Aerosmith — Janie's Got a Gun (Vágó: Jim Haygood)
- Don Henley — The End of the Innocence (Vágó: Jim Haygood)
- Madonna — Vogue (Vágó: Jim Haygood)
- MC Hammer — U Can't Touch This (Vágó: Jonathan Siegel)

### Legjobb operatőr
- Aerosmith — Janie's Got a Gun (Operatőr: Dariusz Wolski)
- Don Henley — The End of the Innocence (Operatőr: David Bridges)
- Billy Joel — We Didn't Start the Fire (Operatőr: Sven Kirsten)
- Madonna — Vogue (Operatőr: Pascal Lebegue)

### Közönségdíj
- Aerosmith — Janie's Got a Gun
- Don Henley — The End of the Innocence
- Madonna — Vogue
- Sinéad O’Connor — Nothing Compares 2 U

### Nemzetközi közönségdíj

#### MTV Australia
- Boom Crash Opera — Onion Skin
- Max Q — Sometimes
- Midnight Oil — Blue Sky Mine
- Kylie Minogue — Better the Devil You Know

#### MTV Brasil
- Djavan — Oceano
- Engenheiros do Hawaii — Alívio Imediato
- Os Paralamas do Sucesso — Perplexo
- Titãs — Flores
- Caetano Veloso — Estrangeiro

#### MTV Europe
- The Creeps — Ooh I Like It
- Laid Back — Bakerman
- Gary Moore — Still Got the Blues (for You)
- Sinéad O’Connor — Nothing Compares 2 U

#### MTV Internacional
- Franco De Vita — Louis
- Gloria Estefan — Oye Mi Canto (Hear My Voice)
- Los Prisioneros — Tren al Sur
- Soda Stereo — En la Ciudad de la Furia

#### MTV Japan
- Kome Kome Club — Funk Fujiyama
- Yasuyuki Okamura — Vegetable
- Jun Togawa — Virgin Blues
- Mami Yamase — Go!

### Életmű-díj
- Janet Jackson

## Fellépők
- Janet Jackson — Black Cat
- Mötley Crüe — Don't Go Away Mad (Just Go Away)
- MC Hammer — U Can't Touch This
- INXS — Suicide Blonde
- Sinéad O’Connor — Nothing Compares 2 U
- New Edition (közreműködik Bobby Brown) — Poison/Tap Into My Heart/Rub You the Right Way/Sensitivity/If It Isn't Love/Mr. Telephone Man/Can You Stand the Rain
- Faith No More — Epic
- Phil Collins — Sussudio
- 2 Live Crew — Banned in the U.S.A.
- World Party — Put the Message in the Box
- Aerosmith — Love in an Elevator
- Madonna — Vogue